# Патриа, Франсуа
Франсуа Патриа (фр. François Patriat; род. 21 марта 1943[…], Семюр-ан-Осуа) — французский политический и государственный деятель, министр сельского хозяйства (2002), сенатор от Кот-д’Ора (с 2008).

## Биография
Родился 21 марта 1943 года в Семюр-ан-Осуа, Кот-д’Ор. Он учился в Альфорской национальной ветеринарной школе в 1968 году.
В 1974 году Патриа присоединился к Социалистической партии и был избран в Генеральный совет Кот-д'Ора от кантона Пуйи-ан-Осуа в 1976 году, и занимал эту должность до 2008 года. В 1981 году он был избран в Национальное собрание Франции. В 1989 году Патриа стал мэром Шайи-сюр-Армансон.
В 2000 году Патриа был назначен государственным секретарём по вопросам малого и среднего бизнеса, торговли и ремесел в Министерстве экономики и финансов под руководством министра Лорана Фабиуса в правительстве премьер-министра Лионеля Жоспена. В 2002 году он был назначен министром сельского хозяйства. Он покинул свой пост после становления Жана-Пьера Раффарена премьер-министром.
В преддверии президентских выборов во Франции 2012 года Патриа публично поддержал Доминика Стросс-Кана в качестве кандидата от Социалистической партии.
В 2008 году Патриа был избран в Сенат и был переизбран в 2014 году. На президентских выборах 2017 года он поддержал кандидатуру Эмманюэля Макрона. Патриа сплотив достаточное количество своих коллег-сенаторов, чтобы сформировать группу партии «Возрождение», в которую он вступил в 2014 году. С этого времени он является лидером этой группы.